# Слова (фильм)
«Слова» (англ. The Words) — драма 2012 года сценаристов и режиссёров Брайана Клагмана и Ли Стернтала, их режиссёрский дебют. Премьера состоялась 27 января 2012 года на кинофестивале Сандэнс. В широкий прокат фильм вышел осенью 2012 года.

## Сюжет
Оригинальность сюжета фильма заключается в том, что он состоит из трёх историй, «вложенных» одна в другую: история об одной истории, которая повествует о другой истории.
Знаменитый романист Клэй Хаммонд (Куэйд) публично зачитывает две первые главы своего нового романа «Слова». Герой произведения, начинающий писатель-неудачник Рори (Купер), обнаруживает в старом портфеле утерянную рукопись, в которой повествуется о трагическом браке американского солдата и французской официантки в военном и послевоенном Париже. Глубоко потрясённый романом, Рори издаёт произведение под собственным именем и получает широкое признание и славу. На волне успеха он почти забывает о совершённом подлоге. Но однажды к нему приходит истинный автор романа, теперь уже дряхлый старик (Айронс). Он рассказывает Рори об обстоятельствах, при которых рукопись была написана и утеряна. Ложь Рори становится явной. Перед ним также открывается и большое человеческое горе старика. На этом заканчивается первая часть истории, изложенной в книге Клэя.
После предварительного публичного чтения первых глав «Слов», Клэй знакомится с журналисткой Даниэлой (Уайлд), и вскоре они вместе отправляются к нему домой. Там Клэй рассказывает Даниэле оставшуюся часть истории Рори, который начинает глубоко раскаиваться в совершённой ошибке. Он признаётся в содеянном жене, безуспешно уговаривает издателей удалить его имя с обложки, а также вновь встречается со стариком, желая разделить с ним гонорар. Старик, однако, прогоняет Рори, обещая не предавать обман огласке, а через месяц умирает. Однако счастливая личная жизнь Рори, построенная на лжи, начинает разрушаться.
Даниэла делает вывод, что роман Клэя автобиографический, а персонаж Рори — это и есть Клэй. Она желает утешить Клэя, но тот её отвергает: он уже долгое время ждёт прощения от собственной жены.

## В ролях
- Брэдли Купер — Рори Джэнсен[4][5]
- Оливия Уайлд[5][6] — Даниэлла
- Зои Салдана — Дора Дженсен[5]
- Джереми Айронс[7] — старик
- Бен Барнс[7]— молодой человек
- Нора Арнезедер — Селия
- Деннис Куэйд — Клэй Хаммонд[5]
- Дж. К. Симмонс[7] — мистер Дженсен
- Джон Ханна — Ричард Форд
- Желько Иванек — Джозеф Катлер
- Рон Рифкин — Тимоти Эпштейн

## Съёмки, премьерa и отзывы
Съёмки начались 7 июня 2011 года и проходили в Монреале. Премьерa состоялaсь на кинофестивале «Сандэнс».
Фильм не нaшел откликa у критиков, зaто очень пришёлся по душе зрителям, собрав неплохую кассу.